# Holodomor

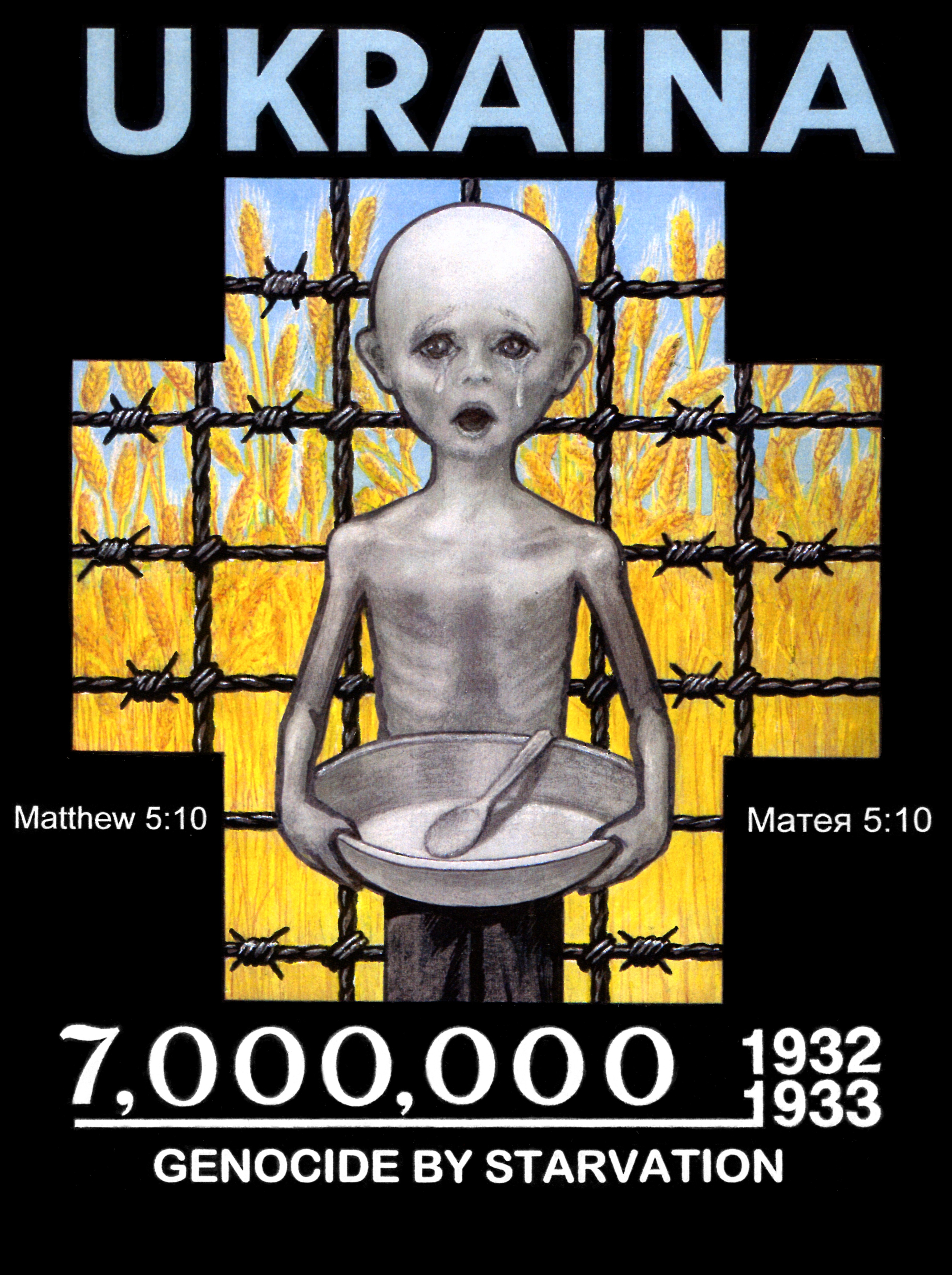
Leonyid Dmitrovics Deniszenko : „Miért?” - A holodomorra emlékező plakát, 2008

A holodomor (ukránul: Голодомор, magyarul éhhalál) (1932–1933) az ukrán nép történetének egyik legnagyobb katasztrófája: közvetlen halálos áldozatainak számát 3-3,5 millió és 7,5 millió közé teszik. A katasztrófa része volt a nagy szovjet éhínségnek, amely a Szovjetunió más részeit is érintette. A holodomor nevet kimondottan az ukránok által lakott területeket sújtó éhínségre használják.
A történészek többsége ma már egyetért abban, hogy az éhínség fő okozója nem természeti katasztrófa, hanem a kommunista diktátor Sztálin vezette szovjet kormányzat tevékenysége volt. Viszont nincs egyetértés abban, hogy a holodomorhoz vezető politika kimeríti-e a genocídium jogi definícióját, de 21 ország hivatalosan is annak ismeri el. Közéjük tartozik Magyarország is, ahol az elsők között, 2003. november 24-én fogadták el az erről szóló parlamenti határozatot. 2006. november 28-án az ukrán parlament törvényt fogadott el, amely szerint a mesterségesen előidézett éhínség az ukrán nép ellen elkövetett népirtás volt.

## A név
A holodomor név az „éhség” jelentésű ukrán 'голод', illetve a szintén „éhség”, illetve „kitörés” (például járványé) jelentésű 'мор' szavak összetétele. Származhat egyenesen a 'морити голодом' szókapcsolatból is, ami azt jelenti: „éhség által meghal”.

## Az okok és következmények

### A politikai háttér
A holodomor okait részben a szovjet felülről szervezett társadalmi forradalom sajátosságai magyarázzák. Az 1920-as években az újonnan született Szovjetuniónak a széthúzó erők kavalkádjával kellett szembenéznie. A szovjet birodalomban élő népek szimpátiáját az új kommunista hatalom olyan etnikai politikával próbálta megnyerni, amely a szovjetköztársaságok címzetes nemzetei képviselőit, illetve a közigazgatás minden szintjén a nemzeti kisebbségeket segítette. Ukrajnában, sőt más tagköztársaságok ukránok lakta területein is, a szovjet korenizációs politika helyi változatává az ukránosítás vált. Ez az évtized az ukrán nemzeti kultúra és öntudat felívelését hozta. Az 1930-as évekre ez a folyamat a szovjet rezsim számára egyre riasztóbb méreteket öltött, és attól kezdtek el tartani, hogy a nemzeti kötelék erősebbnek bizonyulhat a kommunista ideológiához (illetve a szovjet birodalomhoz) való ragaszkodásnál. Az ukránosítási politikának ezért hirtelen véget vetettek, a helyébe oroszosítási politikát állítottak, ami az ukránok lakta területeken jelentős szociális, kulturális és politikai konfliktusokhoz vezetett.

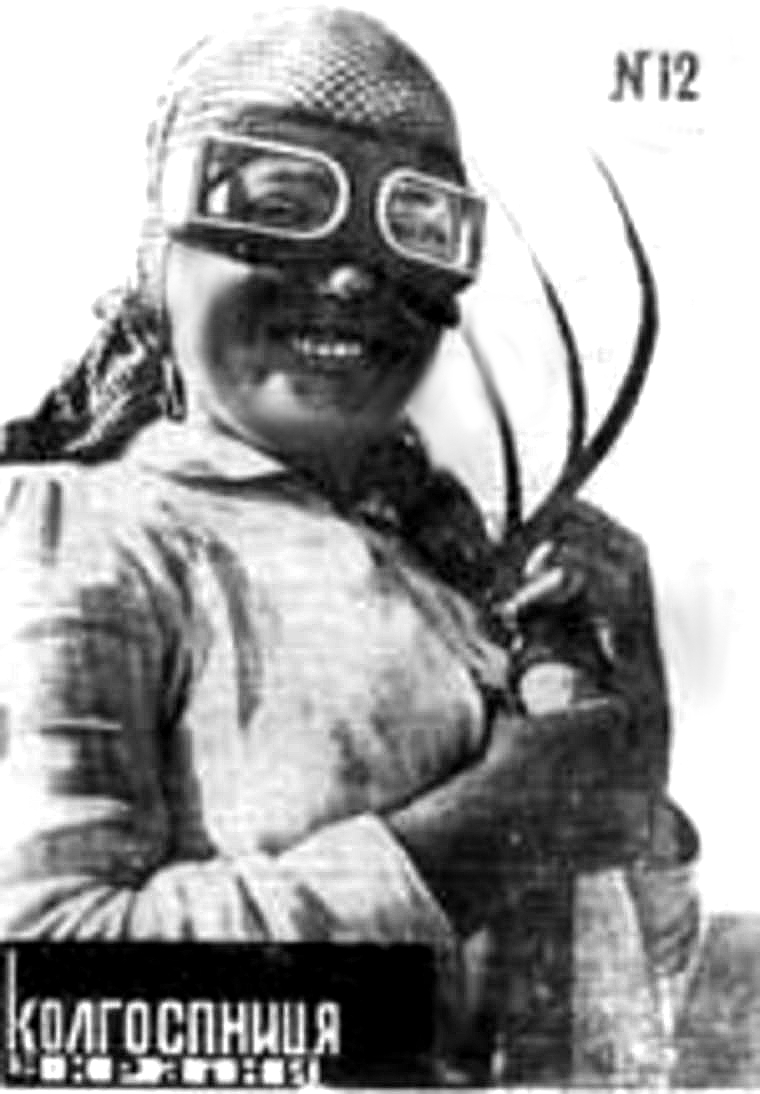
A szovjet Kolhoszpnicja Ukrajini („Ukrajnai Kolhozparasztnő”) címlapja 1932 decemberében

Nagyjából ugyanekkor gyorsították fel a mezőgazdaságban a kollektivizálás politikáját. 1932 elejére már a gazdaságok 69%-át kollektivizálták. Voltak a Szovjetuniónak olyan területei, ahol a kollektivizálás ennél is előrébb haladt, a kampány mégis az ukrán mezőgazdaságot érintette a legkomolyabban. A vidéki népesség körében rendkívül népszerűtlen volt: amíg nem volt kötelező belépni a termelőszövetkezetekbe, alig csatlakozott valaki. A szovjet rezsim ezért egyre fokozódó nyomást helyezett a parasztokra. A folyamat felgyorsítására 1929-ben és 1930-ban szovjet hivatalnokok tízezreit küldték vidékre. 
Ekkortájt küldték vidékre a téeszek működtetéséhez a Huszonötezreket, az elkötelezetten bolsevik ipari munkások légióját. Ugyanakkor a kollektivizálás ellen növekvő passzív és aktív ellenállás letörésére meghirdették a „kuláktalanítást”. Letartóztatták, majd az Urál-hegységbe és Közép-Ázsiába telepítették ki a kulákokat (például famunkásnak), azokat a parasztokat, akiket azzal vádoltak meg, hogy jómódúak, gabonát rejtegetnek, a rendszer ellenségei stb. Valójában így félemlítették meg mindazokat, akik ellenezték a szövetkezetesítést. Egyes adatok szerint a kuláküldözés 1930-ban és 1931-ben a teljes ukrán lakosság egy százalékát, mintegy 300 ezer főt érintett, ami a Szovjetuniószerte kitelepített 1,8 millió „kulák” mintegy 15%-át tette ki.
A kollektivizálás mindenhol negatívan érintette a mezőgazdasági termelést, különösen Ukrajnában, ahonnan a század elején például az Orosz Birodalom teljes búzatermésének több mint fele származott. 1932-re például az volt a terv, hogy 90,7 millió tonna gabonát termelnek, amiből 29,5 millió tonnát gyűjt be az állam. A termés valójában katasztrofális, 55-60 millió tonna lett és az állam végül csak 18,5 millió tonnát tudott begyűjteni, az 1930-as és 1931-es mintegy 22 millió tonnával szemben.
| Év   | Termelés | Begyűjtés | Maradék   | Begyűjtés a termelés %-ában |
| ---- | -------- | --------- | --------- | --------------------------- |
| 1930 | 73-77    | 22,1      | 51-55     | 30,2-28,7                   |
| 1931 | 57-65    | 22,8      | 34-43     | 40-35,1                     |
| 1932 | 55-60    | 18,5      | 36,5-41,5 | 33,6-30,8                   |
| 1933 | 70-77    | 22,7      | 47,3-54,3 | 32,4-29,5                   |

### A rendszabályok

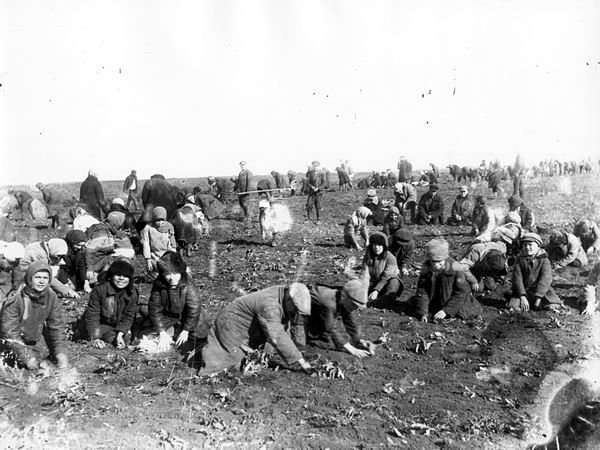
Gyerekek és felnőttek fagyott krumplit ásnak ki a földből egy termelőszövetkezet területén, Donecki terület, 1933

1932. augusztus 7-én a szovjet kormány rendeletet hozott, amely halálbüntetést írt elő bármely köztulajdon ellopására. A törvény „rugalmasan” alkalmazható volt a gabonarejtegetőkkel, illetve azokkal szemben is, akiket ezzel vádoltak.
Az SZKP Politikai Bizottságának dokumentumai szerint az eredeti rendeletet titkos utasításokkal később enyhítették. 1932. szeptember 16-án a Politikai Bizottság az apró lopásokat kivette a halállal büntetendő körből, bár azt fenntartotta, hogy „az olyan szervezetek és csoportosulások tagjait, amelyek szervezetten pusztítják az állami, társadalmi és szövetkezeti tulajdont tüzekkel, robbantásokkal és tömeges mértekben, továbbra is halálbüntetéssel sújtandók”, és felsorolt olyan eseteket is, amelyekben „a kulákok, korábbi kereskedők és társadalmilag idegen személyek” halálbüntetést kell hogy kapjanak. A kulákokat, akár tagjai voltak a kolhoznak, akár nem, halálra kellett ítélni, ha kolhoztulajdon vagy gabona ellopásában vettek részt. A nem kulák dolgozó parasztokat ugyanezért 10 év börtönre kellett ítélni és halálra csak a gabona, cukorrépa, állatok stb. rendszeres ellopásáért.
Amikor kiderült, hogy az 1932-es termés elmarad a kormányzati várakozástól, ezért a kulákokat, a „nacionalistákat” és a petljuristákat nevezték ki bűnbaknak. A Legfelsőbb Bíróság elnökének jelentése szerint 1933. január 15-éig 103 000 embert ítéltek el az augusztus 7-ei rendelet alapján. A 79 000 esetben, amelyeknek ítéletét ismerte a Legfelsőbb Bíróság, 4880 volt a halálos ítélet, 26 086 tíz évre börtön és 48 094 egyéb ítélet. A halálra ítélteket többnyire a kulák kategóriába sorolták be, a tíz évre ítéltek pedig többnyire egyéni parasztok voltak, nem kulákok.
A párt Vjacseszlav Mihajlovics Molotovot küldte Ukrajnába, hogy begyűjtse a gabonát. November 9-én titkos rendelet sürgette meg a szovjet titkosügynökségeket, hogy növeljék a begyűjtés „hatékonyságát”. Molotov azt is elrendelte, hogy ha egy ukrán faluban már nem maradt gabona, vigyék el a burgonyát, zöldségeket és az egyéb megtalált élelmet.

Éhínségtől szenvedő parasztok az utcán, Harkovban

December 6-án új rendszabályokat hoztak az ukrán falvak ellen, amelyek alulteljesítették a gabonabegyűjtési tervet: nem kaphattak ellátást sem élelemből, sem egyéb árukból, a helyszínen talált élelmet és gabonát elrekvirálták, betiltották a kereskedelmet, majd mindezek után a pénzt is elvették. Büntetőintézkedéseket foganatosítottak a gabona rejtegetése vagy eladása ellen. A rendszabályok végrehajtásában gyakran rohambrigádokat használtak, amelyek gabona után kutatva lerohanták a parasztházakat. Nem törődtek azzal sem, a parasztoknak maradt-e élelmük a saját ellátásukra és vetőmagjuk a következő vetéshez.
Az éhínség főképp a vidéki lakosságot sújtotta, és nem aszály okozta, mint 1921–22-ben, sem a háború pusztításai, mint 1947-ben, hanem szándékos, politikai és adminisztratív döntések. A szovjet vezetés például a súlyos élelemhiány ellenére a gabonát (más nyersanyagokkal egyetemben) külföldön tonnaszámra adta el, hogy szert tegyen külföldi valutára, mivel többek között így finanszírozhatta tevékenységét. Az eredmény katasztrofális volt. Az ukrán vidéket, a világ egyik legtermékenyebb mezőgazdasági területét, néhány hónapon belül általános éhínség sújtotta.
A szovjet kormány cáfolta az éhínségről szóló jelentéseket. A külföldi újságíróknak megtiltották, hogy a régióba utazzanak. A Politikai Bizottság és a helyi pártszervek ugyan segélyezést sürgettek, a segélyek azonban, ha érkeztek is, vajmi keveset segítettek. 1933 februárja és júliusa között legalább 35 határozatot hozott a Politikai Bizottság és a Népbiztosok Tanácsa, amelyek összesen 320 000 tonna gabonát juttattak volna az éhező 30 millió embernek. A szovjet levéltári adatok szerint azonban a segítség szelektív volt és célja csak a mezőgazdasági munkaerő életben tartása volt. Az Ukrán Kommunista Párt Központi Bizottsága arra adott különleges utasítást, hogy a kórházakban ápolt disztrófiás parasztokat osszák fel lábadozókra és gyengélkedőkre. Az utasítás szerint a lehetőségekhez mérten az előbbi csoport táplálását kellett javítani, hogy mielőbb kimehessenek a mezőkre elvetni az új vetést. Az élelmet kormányszervek speciális rendelkezései alapján, és egyenesen a mezőkön dolgozóknak osztották.
A gabonaexport, bár csökkenő méretekben, az éhezés ellenére folytatódott. Az 1930-31-es idényben 5,832 millió tonna gabonát exportáltak, a rákövetkező szezonban 4,782 millió tonnát, 1932/1933-ban 1,607 millió tonnát, egy évvel később 1,441 millió tonnát.
Hogy megelőzzék az éhínségről szóló hírek terjedését, 1933. január 22-én és január 23-án újabb direktívákat bocsátottak ki (Molotov és Sztálin, illetve a Központi Bizottság és a Szovnarkom), amelyek megtiltották a kiutazást Ukrajnából és Don környéki területekről. A direktívák szerint az ezekből a régiókból történő „kenyérutazásokat” a szovjethatalom ellenségei szervezték, hogy az északabbra fekvő területeken a kolhozok ellen izgassanak. Vasúti jegyeket csak speciális, „iszpolkom” (azaz végrehajtó bizottsági) engedélyekkel adhattak el, akiknek pedig mégis ezek nélkül sikerült északra utazni, azokat a rendeletek szerint letartóztatták.

### Rossz időjárás
Egyes tudósok szerint az Ukrajnában erősen kontinentális, gyakran aszályokkal terhelt időjárás is jelentős szerepet játszott az éhínség kialakulásában. Az 1909-13 közti esztendőkben a kedvező időjárás miatt volt az átlagnál magasabb a termés, az 1925-29 közti évek csak némileg voltak rosszabbak az átlagosnál, 1930 és 1934 között azonban, és különösen 1931-ben és 1932-ben, rossz évek következtek be. 1931-ben a tavasz sokkal hűvösebb volt a szokottnál, a június melegebb, a július pedig sokkal forróbb. A tavaszi vetés az elhúzódó hideg, illetve sok helyen (különösen a Volga középső és alsó folyásának vidékén) a nagy tavaszi esőzések miatt heteket késett, így a gabona beérési folyamata is, és a legrosszabbkor állott be a júliusi kánikula. Ugyanakkor a száraz délkeleti szeleket (szuhovej) Ukrajnában átlagosan 10-12 évente nem váltja fel a május-júliusban a hidegebb és nedvességet hozó északnyugati szél, ami aszályt okoz, és ez volt a helyzet 1931-ben is. Ez a jelenség már okozott éhínséget 1891-ben és 1921-ben (1906-ban csak azért nem, mert a cári kormányzat felkészült a masszív segítségnyújtásra). A sors iróniája, hogy 1931-ben, miután az aszály kiégette a termést, hatalmas esők érkeztek. Az időjárás a következő évben más módon volt kedvezőtlen: a termés sebezhetősége azért nőtt, mert a tavaszi nagy hideg után májustól még az előző évnél is forróbb volt az idő, ami a vetés körüli időszakban nem jó, majd nagy esők jöttek abban az időszakban, amikor az új vetésnek ez nem használt.

### Igaerőhiány
A rossz terméseredményben szerepet játszott, hogy 1932-ben még a megelőző éveknél is nagyobb hiány alakult ki a szántáshoz és betakarításhoz szükséges igaerőben. A munkára fogható lovak száma július 1-jén 16,2 millió volt, szemben az egy évvel korábbi 19,5 millióval. A hiányt traktorokkal próbálták pótolni, de hiába. 1931-ben a mezőgazdaság 964 000 lóerőnek megfelelő traktorhoz jutott, amelyből 393 000 lóerőnyit belföldön állítottak elő, 578 000 lóerőnyit importáltak. 1932-ben azonban, amikor szovjetek külkereskedelmi válságot éltek át, a traktorimport megszűnt. 1932 folyamán a mezőgazdaságba 679 000 lóerőnyi új traktor került, sokkal kevesebb, mint 1931-ben. A betakarítás idejére csak mintegy ennek fele állt készen, a tavaszi vetéskor ennél még kevesebb. 
Eközben az állati vonóerő minősége is romlott. A lovakat rosszul táplálták és egyre nagyobb arányban marhákkal helyettesítették őket. Február 23-án az Alsó-Volga pártszervezete például arról döntött, hogy 200 000 marhát fogjanak be mezei munkákra.
| Év   | Lovak száma (ezer) |
| ---- | ------------------ |
| 1930 | 30 237             |
| 1931 | 26 247             |
| 1932 | 19 368             |
| 1933 | 16 579             |
| 1934 | 15 664             |

### Tudománypolitika
Az 1920-as évek végétől a szovjet agrobiológiában teljhatalmat nyert Sztálin személyes pártfogoltja, a sarlatán Trofim Gyenyiszovics Liszenko. A Sztálinhoz végtelenül lojális, ám tényleges tudással nem rendelkező Liszenko lényegében felszámolta a tudományos alapokon nyugvó szovjet növénynemesítést és a vetőmagtermesztést. Az ő elméleteit erőltető módszerek jelentősen hozzájárultak a Szovjetunióban kialakuló éhínséghez, és kártékonyságára jellemző, hogy a vele szemben álló egyik legnagyobb tudós, Nyikolaj Ivanovics Vavilov végül börtönben halt éhen, kollégáit pedig kivégezték.

## Az áldozatok számának becslése
3-3,5 millió és 7,5 millió közé teszik. 

## Emléknap
2006-ban Ukrajna Holodomor emléknappá nyilvánította minden év novemberének negyedik szombatját.

## Nemzetközi visszhangja

### Népirtásként való elismerése
A történészek közt vitatéma, hogy az ember okozta szovjet éhínség egy kifejezett népirtási kampány központi cselekménye volt-e, vagy a túlzott szovjet iparosítás és a mezőgazdaság kollektivizálásának tragikus mellékterméke. Az, hogy a holodomor népirtás-e, jelentős és vitatott kérdés a modern politikában. Máig sincs nemzetközi konszenzus abban, hogy a szovjet politika tevékenysége a népirtás jogi definíciója alá tartozik-e. Számos ország, például Magyarország vagy az Amerikai Egyesült Államok a holodomort népirtásnak ismerte el. Az ehhez hasonló döntéseket azonban néhány történész, például David R. Marples bírálta. Ők azt állítják, hogy azokat az államokat, amelyek a holodomort népirtásnak ismerik el, inkább érzelmek motiválják, vagy helyi és nemzetközi csoportok nyomása, semmint szilárd alapokon nyugvó bizonyítékok. Ez az álláspont azonban nem keverendő a népirtástagadással, mivel a tragédiát elismeri, csupán a szándékosságot tartja kérdésesnek.
A tudományos álláspontok is széles skálán mozognak. Raphael Lemkin, James Mace, Norman Naimark, Timothy Snyder és Anne Applebaum népirtásnak és a sztálinista politika szándékos eredményének nevezte a holodomort. Más történészek, mint pl. Michael Ellman a holodomort emberiesség elleni bűntettnek tartja, de nem minősíti népirtásnak.  Robert Conquest  történész a halálos áldozatok számát elsősorban az állami politikának, nem pedig a rossz termésnek tulajdonítja. A Szovjetunió felbomlása után Conquest más nyugati akadémikusokkal együtt hozzáférést kapott a szovjet állami archívumokhoz. Az ezekből származó bizonyítékokra támaszkodva később azt írta, hogy a holodomort nem Sztálin okozta szándékosan, de nem megfelelő reakciója jelentősen súlyosbította az éhínséget.
Magyarország az elsők között, 2003-ban ismerte el a népirtást. Az éhínség áldozatainak emlékművét 2018-ban Szegeden, a Dóm téren állították fel, a szobor az ukrán művész, Bogdan Korzs alkotása.

A holodomort népirtásként elismerő országok (2023)

### A holodomort népirtásként elismerő országok
Ukrajnában törvénybe iktatták a holodomor népirtásként való elismerését. Rajtuk kívül eddig a világ 21 országa ismerte el a történteket népirtásként. A folyamatot jelentősen felgyorsította a 2022-es orosz–ukrán háború, így többek közt ebben ez évben csatlakozott az elismerők táborához Brazília, Csehország, Írország, Moldova és Románia. Szlovákia 2023. június 20-án ismerte el népirtásként a holodomort. A teljes lista az alábbi országokat tartalmazza:
Amerikai Egyesült Államok, Ausztrália, Brazília, Csehország, Ecuador, Észtország, Grúzia, Írország, Kanada, Kolumbia, Lengyelország, Lettország, Litvánia, Magyarország, Mexikó, Moldova, Paraguay, Peru, Portugália, Románia, Szlovákia, Vatikán.